# Partecipanti alla Kuurne-Bruxelles-Kuurne 2022
Elenco dei partecipanti alla Kuurne-Bruxelles-Kuurne 2022.
La Kuurne-Bruxelles-Kuurne 2022 è stata la settantacinquesima edizione della corsa. Alla competizione presero parte 25 squadre: 17 con licenza UCI World Tour 2022 e 8 UCI ProTeam.
Partenza con 169 ciclisti accreditati.

## Corridori per squadra
Nota: R ritirato, NP non partito, FT fuori tempo, SQ squalificato
| Trek-Segafredo        | Trek-Segafredo        | Trek-Segafredo        | Quick-Step Alpha Vinyl Team        | Quick-Step Alpha Vinyl Team        | Quick-Step Alpha Vinyl Team        | Ineos Grenadiers         | Ineos Grenadiers         | Ineos Grenadiers         |
| --------------------- | --------------------- | --------------------- | ---------------------------------- | ---------------------------------- | ---------------------------------- | ------------------------ | ------------------------ | ------------------------ |
| N°                    | Ciclista              | Clas.                 | N°                                 | Ciclista                           | Clas.                              | N°                       | Ciclista                 | Clas.                    |
| 1                     | Jasper Stuyven        | 15°                   | 11                                 | Fabio Jakobsen                     | 1°                                 | 21                       | Thomas Pidcock           | 70°                      |
| 2                     | Alexander Kamp        | 72°                   | 12                                 | Yves Lampaert                      | 76°                                | 22                       | Ethan Hayter             | 42°                      |
| 3                     | Markus Hoelgaard      | R                     | 13                                 | Florian Sénéchal                   | 74°                                | 23                       | Ben Turner               | 82°                      |
| 4                     | Alex Kirsch           | 44°                   | 14                                 | Jannik Steimle                     | 83°                                | 24                       | Kim Heiduk               | 112°                     |
| 5                     | Toms Skujiņš          | 79°                   | 15                                 | Zdeněk Štybar                      | 85°                                | 25                       | Jhonatan Narváez         | 39°                      |
| 6                     | Edward Theuns         | 68°                   | 16                                 | Kasper Asgreen                     | 84°                                | 26                       | Magnus Sheffield         | 29°                      |
| 7                     | Jacopo Mosca          | 61°                   | 17                                 | Iljo Keisse                        | R                                  | 27                       | Ben Swift                | 121°                     |
| Lotto Soudal          | Lotto Soudal          | Lotto Soudal          | Intermarché-Wanty-Gobert Matériaux | Intermarché-Wanty-Gobert Matériaux | Intermarché-Wanty-Gobert Matériaux | AG2R Citroën Team        | AG2R Citroën Team        | AG2R Citroën Team        |
| N°                    | Ciclista              | Clas.                 | N°                                 | Ciclista                           | Clas.                              | N°                       | Ciclista                 | Clas.                    |
| 31                    | Caleb Ewan            | 2°                    | 41                                 | Sven Erik Bystrøm                  | R                                  | 51                       | Greg Van Avermaet        | 51°                      |
| 32                    | Jasper De Buyst       | 71°                   | 42                                 | Alexander Kristoff                 | 11°                                | 52                       | Oliver Naesen            | 20°                      |
| 33                    | Arnaud De Lie         | 92°                   | 43                                 | Boy van Poppel                     | 58°                                | 53                       | Stan Dewulf              | 38°                      |
| 34                    | Frederik Frison       | 88°                   | 44                                 | Baptiste Planckaert                | 119°                               | 54                       | Antoine Raugel           | 107°                     |
| 35                    | Sébastien Grignard    | 111°                  | 45                                 | Adrien Petit                       | 77°                                | 55                       | Michael Schär            | 52°                      |
| 36                    | Harry Sweeny          | R                     | 46                                 | Taco van der Hoorn                 | 10°                                | 56                       | Damien Touzé             | 62°                      |
| 37                    | Cédric Beullens       | 80°                   | 47                                 | Gerben Thijssen                    | R                                  | 57                       | Gijs Van Hoecke          | 118°                     |
| Bahrain Victorious    | Bahrain Victorious    | Bahrain Victorious    | Bora-Hansgrohe                     | Bora-Hansgrohe                     | Bora-Hansgrohe                     | Cofidis                  | Cofidis                  | Cofidis                  |
| N°                    | Ciclista              | Clas.                 | N°                                 | Ciclista                           | Clas.                              | N°                       | Ciclista                 | Clas.                    |
| 61                    | Sonny Colbrelli       | 75°                   | 71                                 | Patrick Gamper                     | 103°                               | 81                       | Bryan Coquard            | 40°                      |
| 62                    | Heinrich Haussler     | 41°                   | 72                                 | Jonas Koch                         | 27°                                | 82                       | Simone Consonni          | 21°                      |
| 63                    | Phil Bauhaus          | 13°                   | 73                                 | Martin Laas                        | R                                  | 83                       | Eddy Finé                | 109°                     |
| 64                    | Fred Wright           | 69°                   | 74                                 | Jordi Meeus                        | 122°                               | 84                       | Tom Bohli                | 115°                     |
| 65                    | Matej Mohorič         | 50°                   | 75                                 | Nils Politt                        | 46°                                | 85                       | Szymon Sajnok            | 136°                     |
| 66                    | Luis León Sánchez     | 65°                   | 76                                 | Lukas Pöstlberger                  | R                                  | 86                       | Kenneth Vanbilsen        | R                        |
| 67                    | Kamil Gradek          | R                     | 77                                 | Marco Haller                       | R                                  | 87                       | Max Walscheid            | 135°                     |
| EF Education-EasyPost | EF Education-EasyPost | EF Education-EasyPost | Groupama-FDJ                       | Groupama-FDJ                       | Groupama-FDJ                       | Israel-Premier Tech      | Israel-Premier Tech      | Israel-Premier Tech      |
| N°                    | Ciclista              | Clas.                 | N°                                 | Ciclista                           | Clas.                              | N°                       | Ciclista                 | Clas.                    |
| 91                    | Owain Doull           | 134°                  | 101                                | Stefan Küng                        | 47°                                | 111                      | Jenthe Biermans          | 34°                      |
| 92                    | Jens Keukeleire       | 129°                  | 102                                | Lewis Askey                        | 49°                                | 112                      | Guillaume Boivin         | 55°                      |
| 93                    | Tom Scully            | 133°                  | 103                                | Tobias Ludvigsson                  | 86°                                | 113                      | Hugo Houle               | 54°                      |
| 94                    | Michael Valgren       | 26°                   | 104                                | Olivier Le Gac                     | 33°                                | 114                      | Giacomo Nizzolo          | 5°                       |
| 95                    | Julius van den Berg   | R                     | 105                                | Fabian Lienhard                    | 30°                                | 115                      | Antonio Puppio           | 45°                      |
| 96                    | Łukasz Wiśniowski     | 123°                  | 107                                | Laurence Pithie                    | 94°                                | 117                      | Tom Van Asbroeck         | 37°                      |
| 97                    | Ben Healy             | 132°                  |                                    |                                    |                                    |                          |                          |                          |
| Jumbo-Visma           | Jumbo-Visma           | Jumbo-Visma           | Movistar Team                      | Movistar Team                      | Movistar Team                      | Team BikeExchange-Jayco  | Team BikeExchange-Jayco  | Team BikeExchange-Jayco  |
| N°                    | Ciclista              | Clas.                 | N°                                 | Ciclista                           | Clas.                              | N°                       | Ciclista                 | Clas.                    |
| 121                   | Tiesj Benoot          | 24°                   | 131                                | Alex Aranburu                      | 22°                                | 141                      | Luke Durbridge           | 60°                      |
| 122                   | N. Van Hooydonck      | 66°                   | 132                                | Iván García Cortina                | 67°                                | 142                      | Jan Maas                 | 105°                     |
| 123                   | David Dekker          | 126°                  | 133                                | Oier Lazkano                       | R                                  | 143                      | Lawson Craddock          | R                        |
| 124                   | Christophe Laporte    | 8°                    | 134                                | Juri Hollmann                      | 97°                                | 145                      | Alexander Konychev       | R                        |
| 125                   | Edoardo Affini        | 131°                  | 135                                | Johan Jacobs                       | R                                  | 147                      | Dion Smith               | 17°                      |
| 126                   | Tosh Van Der Sande    | 56°                   | 137                                | Lluís Mas                          | 64°                                |                          |                          |                          |
| 127                   | Mike Teunissen        | 14°                   |                                    |                                    |                                    |                          |                          |                          |
| Team DSM              | Team DSM              | Team DSM              | UAE Team Emirates                  | UAE Team Emirates                  | UAE Team Emirates                  | Alpecin-Fenix            | Alpecin-Fenix            | Alpecin-Fenix            |
| N°                    | Ciclista              | Clas.                 | N°                                 | Ciclista                           | Clas.                              | N°                       | Ciclista                 | Clas.                    |
| 151                   | John Degenkolb        | 73°                   | 162                                | Alessandro Covi                    | 53°                                | 171                      | Tim Merlier              | 12°                      |
| 152                   | Casper van Uden       | 106°                  | 163                                | Ryan Gibbons                       | 36°                                | 172                      | Tobias Bayer             | 127°                     |
| 153                   | Leon Heinschke        | R                     | 164                                | Vegard Stake Laengen               | 57°                                | 173                      | Michael Gogl             | 90°                      |
| 154                   | Jonas Hvideberg       | R                     | 165                                | Rui Oliveira                       | 125°                               | 174                      | Samuel Gaze              | 23°                      |
| 155                   | Nils Eekhoff          | 16°                   | 166                                | Matteo Trentin                     | 9°                                 | 175                      | Edward Planckaert        | 91°                      |
| 156                   | Casper Pedersen       | 99°                   | 167                                | Oliviero Troia                     | 124°                               | 176                      | Maurice Ballerstedt      | R                        |
| 157                   | Tobias Lund Andresen  | 120°                  |                                    |                                    |                                    | 177                      | Fabio Van Den Bossche    | 63°                      |
| Team Arkéa-Samsic     | Team Arkéa-Samsic     | Team Arkéa-Samsic     | Human Powered Health               | Human Powered Health               | Human Powered Health               | Uno-X Pro Cycling Team   | Uno-X Pro Cycling Team   | Uno-X Pro Cycling Team   |
| N°                    | Ciclista              | Clas.                 | N°                                 | Ciclista                           | Clas.                              | N°                       | Ciclista                 | Clas.                    |
| 181                   | Amaury Capiot         | 7°                    | 191                                | Pier-André Côté                    | 113°                               | 201                      | Erik Resell              | 28°                      |
| 182                   | Benjamin Declercq     | 78°                   | 192                                | Arvid de Kleijn                    | R                                  | 202                      | Lasse Norman Leth        | 93°                      |
| 183                   | Donavan Grondin       | R                     | 193                                | Adam de Vos                        | R                                  | 203                      | Anders Skaarseth         | 59°                      |
| 184                   | Hugo Hofstetter       | 3°                    | 194                                | August Jensen                      | R                                  | 204                      | Fredrik Dversnes         | 89°                      |
| 185                   | Daniel McLay          | 4°                    | 195                                | Colin Joyce                        | 108°                               | 205                      | William Blume Levy       | 100°                     |
| 186                   | Markus Pajur          | 104°                  | 196                                | Nickolas Zukowsky                  | 35°                                | 206                      | Jonas Abrahamsen         | R                        |
| 187                   | Kévin Vauquelin       | 48°                   | 197                                | Wessel Krul                        | R                                  | 207                      | Morten Hulgaard          | R                        |
| TotalEnergies         | TotalEnergies         | TotalEnergies         | Bingoal Pauwels Sauces WB          | Bingoal Pauwels Sauces WB          | Bingoal Pauwels Sauces WB          | Sport Vlaanderen-Baloise | Sport Vlaanderen-Baloise | Sport Vlaanderen-Baloise |
| N°                    | Ciclista              | Clas.                 | N°                                 | Ciclista                           | Clas.                              | N°                       | Ciclista                 | Clas.                    |
| 211                   | Peter Sagan           | 117°                  | 221                                | Timothy Dupont                     | 114°                               | 231                      | Tuur Dens                | R                        |
| 212                   | E. Boasson Hagen      | 81°                   | 222                                | Karl Patrick Lauk                  | R                                  | 232                      | Jenno Berckmoes          | 31°                      |
| 213                   | Geoffrey Soupe        | 96°                   | 223                                | Arjen Livyns                       | 87°                                | 233                      | Vito Braet               | 43°                      |
| 214                   | Lorrenzo Manzin       | 95°                   | 224                                | Milan Menten                       | 19°                                | 234                      | Milan Fretin             | 98°                      |
| 215                   | Chris Lawless         | R                     | 225                                | Laurenz Rex                        | 18°                                | 235                      | Jules Hesters            | R                        |
| 216                   | Anthony Turgis        | 32°                   | 226                                | Bas Tietema                        | R                                  | 236                      | Alex Colman              | 128°                     |
| 217                   | Dries Van Gestel      | 6°                    | 227                                | Tom Wirtgen                        | R                                  | 237                      | Sasha Weemaes            | 116°                     |
| B&B Hotels-KTM        |                       |                       |                                    |                                    |                                    |                          |                          |                          |
| N°                    | Ciclista              | Clas.                 |                                    |                                    |                                    |                          |                          |                          |
| 241                   | Pierre Barbier        | 102°                  |                                    |                                    |                                    |                          |                          |                          |
| 242                   | Raphaël Parisella     | R                     |                                    |                                    |                                    |                          |                          |                          |
| 243                   | Jérémy Lecroq         | 101°                  |                                    |                                    |                                    |                          |                          |                          |
| 244                   | Cyril Lemoine         | 110°                  |                                    |                                    |                                    |                          |                          |                          |
| 245                   | Julien Morice         | R                     |                                    |                                    |                                    |                          |                          |                          |
| 246                   | Luca Mozzato          | 130°                  |                                    |                                    |                                    |                          |                          |                          |
| 247                   | Jordi Warlop          | 25°                   |                                    |                                    |                                    |                          |                          |                          |